# 卡尔·冯埃森
卡尔·冯埃森（瑞典語：Carl von Essen，1940年10月18日—），瑞典男子击剑运动员。他曾获得1976年夏季奥运会击剑比赛男子重剑团体金牌。他也参加了1968年和1972年夏季奥运会。